# Чеверда Тетяна Валеріївна
Тетяна Валеріївна Чеверда (рос. Татьяна Валерьевна Чеверда; нар. 29 серпня 1974, Полтава, УРСР) — російська футболістка українського походження, захисниця. Майстриня спорту Росії (з 1993). Виступала за жіночу молодіжну збірну СРСР та національну жіночу збірну Росії.
Освіта вища МДАФК, присуджено кваліфікацію — викладача фізичної культури.

## Життєпис
Розпочинала виступати у чемпіонаті СРСР за «Юність» Полтава (1989—1990). У чемпіонаті Росії виступала за «Седін-Шисс» Краснодар (1990-1993). Значна частина кар'єри виступала за воронезьку «Енергію».
У 1993-1998 роках провела у вищій лізі Росії 85 матчів та відзначилася 5-ма голами. Ставала чемпіонкою (1995, 1997, 1998) та срібним призером (1994, 1996) чемпіонату Росії. Володарка (1993, 1995, 1996, 1997) та фіналістка (1994, 1998) Кубку Росії. Включалася до списку 33-х найкращих футболісток Росії з 1994 по 1999 рік.
Виступала за збірну Росії, провела щонайменше 15 матчів, у тому числі 10 матчів у кваліфікаційних турнірах чемпіонатів світу та Європи. Учасниця фінального турніру чемпіонату світу 1999 року.